# Elchonon Wasserman
Rabbi Elchonon Wasserman, in ebraico: אלחנן בונים וסרמן, (Birz, 1875 – Kovno, 1941), è stato un rabbino lituano, vittima dell'Olocausto.

## Biografia
Rabbino di grande rilievo, capo della Yeshiva nell'Europa precedente la prima guerra mondiale, era uno specialista riconosciuto della Torah e fu assai noto per essere stato uno degli oppositori più decisi di ogni forma di sionismo. Egli seguiva in ciò l'approccio maggioritario degli ebrei ortodossi dell'epoca, che consideravano che Dio aveva distrutto lo Stato israelitico dell'antichità, e che solo il suo Messia avrebbe potuto restaurarlo. Ogni tentativo umano di opporsi alla volontà divina non poteva che portare a disastri per il popolo ebraico. Il Rav Wasserman assimilò così i sionisti ai discendenti di Amalek, che voleva distruggere il popolo ebraico, e li considerava responsabili di ogni sventura divina che avrebbe colpito gli ebrei in terra d'Israele.
Rabbi Wasserman era nato in Lituania ma fece i suoi studi rabbinici nella Yeshiva di Telz, in Polonia, sotto la guida dei Rabbini Rabbi Eliezer Gordon e Shimon Shkop, proseguendoli poi nella Yeshiva di Volozhin. Infine studiò con Rabbi Chaim Soloveitchik a Brisk (Brest-Litovsk).
Divenne capo della Yeshiva di Amtshilov, dove si guadagnò una meritata reputazione di straordinario docente.
Fu assassinato nel 1941 a Kovno da collaborazionisti lituani, nelle violente persecuzioni scatenate contro gli ebrei locali.